# Wigwam (band)
Wigwam is een Finse progressieve rockband, die op het eind van de jaren zestig werd gevormd. De groep ontstond na het ontbinden van de groep Blues Section, waarin de belangrijkste leden van Wigwam voordien in speelden. De groep vormde zich rond de Britse uitwijkeling Jim Pembroke, die het gezelschap kreeg van muzikanten zoals Jukka Gustavson, Pekka Pohjola (de eerst bezetting tot 1974) en Ronnie Österberg, en later nog Pekka Rechardt. Kim Fowley produceerde hun album Tombstone Valentine uit 1970. Op dit album was een uittreksel uit de elektronische compositie Dance of the Anthropoids van Erkki Kurenniemi te horen. Het album Being uit 1974 wordt vaak het meesterwerk van de groep genoemd. Na het verschijnen, verlieten Pohjola en Gustavson echter de band. Het waarschijnlijk commercieel meest succesvolle album, Nuclear Nightclub volgde in 1975, met nieuw bandlid Pekka Rechardt.
Gedurende enige tijd in de jaren zeventig leek Wigwam op het punt te staan om door te breken in Europa, samen met bands zoals Tasavallan Presidentti, maar ze bereikten nooit grootschalig internationaal succes, hoewel ze hoog aangeschreven werden in de Britse pers. Na gezondheidsproblemen met diabetes, pleegde drummer Ronnie Österberg in december 1980 zelfmoord. De band kwam in de jaren 90 opnieuw samen met een nieuwe bezetting. In Finland hebben ze nog steeds een blijvende, zij het beperkte, aanhang, en hun invloed op Finse rockmuziek wordt algemeen erkend.

## Recente bezetting
- Jim Pembroke (zang, keyboards)
- Pekka Rechardt (gitaar)
- Esa Kotilainen (keyboards)
- Mats Huldén (basgitaar)
- Jari Kettunen (drums)

## Discografie

### Albums
- Hard 'n' Horny (1969)
- Tombstone Valentine (1970)
- Fairyport (1971)
- Being (1974)
- Nuclear Nightclub (1975)
- The Lucky Golden Stripes and Starpose (1976)
- Dark Album (1977)
- Light Ages (1993)
- Titans Wheel (2002)
- Some Several Moons (2005)

### Compilaties & live-albums
- Wigwam (1972)
- Live Music from the Twilight Zone (1975)
- Rumours on the Rebound (1979)
- Classics - The Rarest (1990)
- Highlights (1996)
- Fresh Garbage - Rarities from 1969-1977 (2000)
- Wigwam Plays Wigwam - Live (2001)